# Liste des conseillers régionaux de l'Aube
 (juillet 2016).
Les conseillers régionaux de l'Aube sont des conseillers qui sont élus dans le cadre des élections régionales pour siéger au conseil régional du Grand Est depuis 2015, et de 1973 à 2015 au conseil régional de Champagne-Ardenne. Leur nombre et le mode scrutin est fixé par le code électoral, l'Aube compte 9 conseillers régionaux au niveau du département sur les 169 élus du Grand Est.

## Liste par mandature

### 2021-2028
| Nom | Nom                     | Parti | Groupe                                                                 |
| --- | ----------------------- | ----- | ---------------------------------------------------------------------- |
|     | Philippe Borde          | LR    | Groupe de la Majorité Régionale - Les Républicains, Centristes et Ind. |
|     | Annie Duchêne           | LR    | Groupe de la Majorité Régionale - Les Républicains, Centristes et Ind. |
|     | Gaëlle Dupré            | LR    | Groupe de la Majorité Régionale - Les Républicains, Centristes et Ind. |
|     | Isabelle Hélio-Couronne | LR    | Groupe de la Majorité Régionale - Les Républicains, Centristes et Ind. |
|     | Maxence Meunier         | LR    | Groupe de la Majorité Régionale - Les Républicains, Centristes et Ind. |
|     | Marc Sebeyran           | LR    | Groupe de la Majorité Régionale - Les Républicains, Centristes et Ind. |
|     | Laurent Jacobelli       | RN    | Rassemblement National                                                 |
|     | Angélique Ranc          | RN    | Rassemblement National                                                 |
|     | Ghislain Wysocinski     |       | Les Écologistes                                                        |

### 2010-2015
L'Aube compte 10 conseillers régionaux sur les 49 élus qui composent l'assemblée du Conseil régional de Champagne-Ardenne, issue des élections des 14 et 21 mars 2010.
| Identité         | Étiquette | Groupe | Autres mandats/fonctions |
| ---------------- | --------- | ------ | ------------------------ |
| Annie Duchêne    |           |        |                          |
| Yves Fournier    |           |        |                          |
| Olivier Girardin |           |        |                          |
| Djamila Haddad   |           |        |                          |
| Lorette Joly     |           |        |                          |
| Valérie Labarre  |           |        |                          |